# جامعة طرابلس للعلوم الطبية
جامعة طرابلس للعلوم الطبية ( جامعة الفاتح للعلوم الطبية سابقا) في مدينة طرابلس العاصمة الليبية. تأسست بقرار من اللجنة الشعبية العامة في 17 يناير 2007 وبها 5 كليات هي كلية الطب، كلية الصيدلة، كلية التمريض، كلية التقنية الطبية، كلية طب وجراحة الفم والأسنان. بلغ اجمالي عدد الطلبة بها في 2008 إضافة إلى الخريجين 36219 طالب.